# منتخب روسيا تحت 20 سنة لكرة القدم
منتخب روسيا تحت 20 سنة لكرة القدم هو ممثل روسيا الرسمي في المنافسات الدولية في كرة القدم في فئة كرة قدم تحت 20 سنة للرجال، يديريه اتحاد روسيا لكرة القدم.